# 曼尼·桑托斯
曼尼·桑托斯（英語：Manny Santos，1935年1月30日—2020年6月21日），澳大利亚男子举重运动员。他曾代表澳大利亚参加1958年大英帝国和英联邦运动会举重比赛，获得一枚金牌。他也曾参加1956年和1960年夏季奥林匹克运动会。